# Dobro

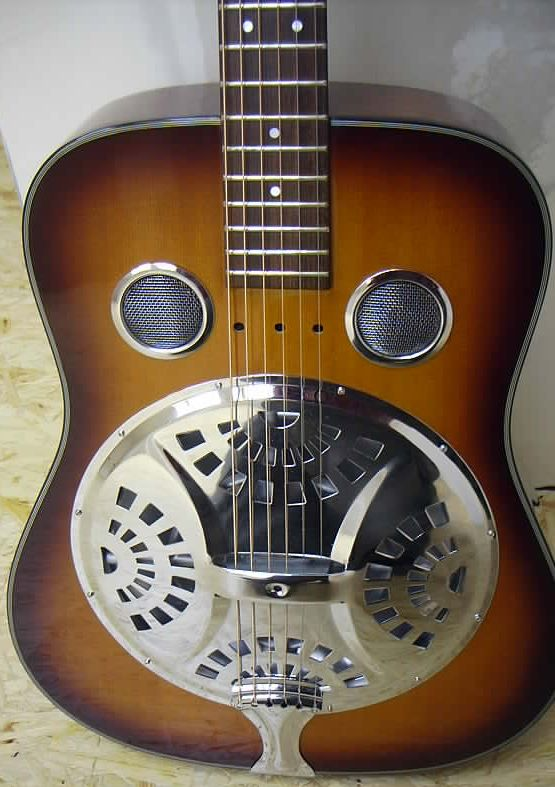

Dobro es una marca estadounidense de guitarras resonadoras, actualmente propiedad de Gibson y fabricada por su subsidiaria Epiphone.  Por extensión, el término "dobro" también se usa como un nombre genérico para cualquier guitarra resonadora de un solo cono con cuerpo de madera. A través de los años,  nombre Dobro apareció en otros instrumentos de cuerda, en particular en guitarras eléctricas tipo lap steel, guitarras eléctricas de cuerpo sólido, y en otros instrumentos resonadores como las mandolinas resonadoras Safari.

## Características
Al dobro se le conoce como guitarra resofónica, guitarra resonadora, o, simplemente, resonador. Es un instrumento de cuerda de la familia de los cordófonos similar en su apariencia a una guitarra, y de gran arraigo en el medio Oeste de Estados Unidos.
En esencia, el dobro es una guitarra acústica con la salvedad de que en la tapa anterior presenta un gran agujero circular, cubierto por un disco metálico (llamado resonador) de la misma forma y que queda flotante sobre el orificio gracias a que está sujeto únicamente por el puente. Esto hace que la vibración de las cuerdas haga oscilar el resonador con lo que se consigue un cambio del volumen de la caja de resonancia, produciendo un sonido único y característico, además de un cierto tono metálico que recuerda a la steel guitar.
Debajo del resonador hay una estructura de conos superpuestos, que amplifica el sonido, proyectándolo hacia afuera a través de los orificios que tiene practicados el resonador. El sonido resultante sorprende debido al gran volumen conseguido con un tamaño relativamente pequeño de la caja de resonancia. La caja puede ser metálica o de madera. Hay dobros para ser tocados de forma tradicional, o bien horizontalmente, a modo de la lap steel.

## Historia
El dobro fue inventado en 1925 por John Dopyera, que fundó en 1929 una empresa junto con sus hermanos para su fabricación en serie, llamada Dopyera Brothers, y abreviada como Do.Bros. Esta marca comercial abreviada, que aparecía en el clavijero de los instrumentos, acabó por dar nombre al instrumento.
Tras caer en desuso durante décadas, el dobro fue redescubierto de un modo bastante uniforme y repentino a principios de la década de 1980.
El dobro se utiliza con gran profusión en la música blues y bluegrass, con cierta penetración en el country. Además, músicos como Mark Knopfler se han encargado de su introducción en otros géneros musicales como el rock.